# Эвелин (фильм)
Эвелин (англ. Evelyn) — драма режиссёра Брюса Бересфорда, основанная на реальных событиях. В главных ролях Пирс Броснан и Софи Вавасо. Премьера фильма состоялась 9 сентября 2002 года на международном кинофестивале в Торонто.

## Сюжет
Фильм снят по реальным событиям, которые произошли в Ирландии в 1953 году. От безработного Десмонда Дойла (Пирс Броснан) ушла жена и оставила на попечение троих детей — двух мальчиков и девочку. Вскоре он остался и без детей, которых забрали органы опеки, так как по закону Ирландии было запрещено воспитывать детей в неблагополучных семьях. Десмонд начинает судиться с правительством страны и католической церковью, которые лишили его права общаться с собственными детьми.

## В ролях
| Актёр              | Роль            |
| ------------------ | --------------- |
| Пирс Броснан       | Десмонд Дойл    |
| Софи Вавасо        | Эвелин Дойл     |
| Ниэлл Биган        | Дермот Дойл     |
| Хью МакДонах       | Морс Дойл       |
| Майрид Дэвлин      | Шарлотта Дойл   |
| Джулианна Маргулис | Бернадетт Битти |
| Стивен Ри          | Майкл Битти     |
| Алан Бейтс         | Том Коннолли    |
| Фрэнк Келли        | Хенри Дойл      |